# Hans Valär

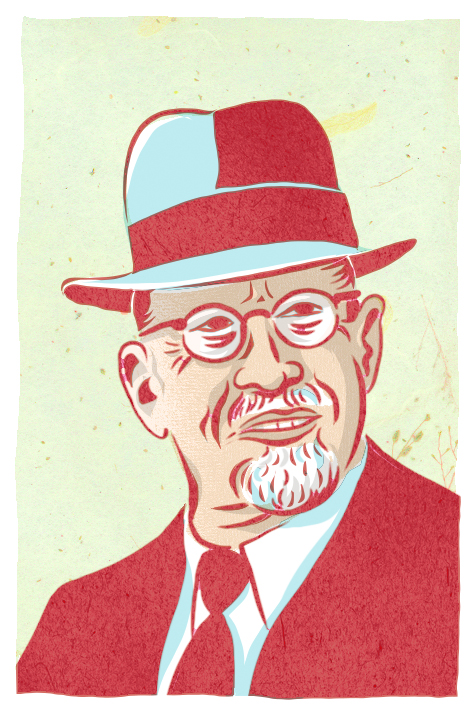
Hans Valär

Hans Valär ([faˈlɛːr], im Davoser Walserdeutsch [faˈlæːr]; * 8. Dezember 1871 in Dischma, Davos; † 11. April 1947 in Chur; Pseudonym: Hannsch Hans us Dischmaa) war ein Schweizer Bautechniker und Architekt, der während 40 Jahren als Kurdirektor von Davos wirkte. Schweizweit bekannt wurde er mit seinen von Radio Beromünster ausgestrahlten landeskundlichen Humoresken auf Davoserdeutsch.

## Leben
Hans Valär wuchs als ältestes von fünf Kindern auf einem Bergbauernhof im abgelegenen Dischma auf. Nach dem achten Schuljahr kam er, noch keine vierzehn Jahre alt, an das Lehrerseminar in Chur. Nach Erhalt des Lehrerpatents 1889 kehrte er in seine Heimat zurück und arbeitete während einiger Jahre als Primarlehrer in Davos Glaris. Ab 1893 absolvierte er während der langen Sommerferien der Bündner Winterschule eine Lehre als Zimmerer, bildete sich am Technikum Winterthur zum diplomierten Bautechniker aus und arbeitete schliesslich als Architekt bei einem Baugeschäft. 1901 bis 1902 leitete er die Davoser Gewerbeschule und war anschliessend von 1902 bis 1942 Direktor des neu gegründeten Verkehrsvereins von Davos («Kurdirektor»). Längere Zeit wirkte er überdies als Vorstandsmitglied der Internationalen Eislaufunion. Im Weitern war er Mitbegründer und Präsident des Bündner Verkehrsvereins und Mitbegründer des Davoser Heimatmuseums.
Daneben schrieb er teilweise autobiographisch unterlegte humorvolle Geschichten im archaischen Davoserdeutsch seiner Jugend. «Valär vereinigte in heute undenkbarer Weise Modernität als Touristiker … mit seiner Liebe zur Welt zur Welt des alten Davos als Heimatkundler und Mundartautor.»
Verheiratet war Valär mit Marie Branger; das Paar blieb kinderlos. Er war ein vielseitiger und umtriebiger Mann, «einer der tüchtigsten Männer, die die Landschaft Davos seit Jahrzehnten hervorgebracht hat».

## Schaffen
Valär ist bis heute einer der bekanntesten Dialektautoren Graubündens. Einige seiner walserdeutschen Geschichten, «gut erzählte und sorgfältig den alten Davoser Wortschatz pflegende Prosa», wurden unter dem Namen «Hannsch Hans us Dischmaa» («Des Hans Hans aus Dischma») in der Davoser Zeitung gedruckt. Unter diesem Namen erzählte er Ende der 1930er-Jahre seine Geschichten auch auf dem damaligen Landessender Radio Beromünster und brachte es damit zu nationaler Bekanntheit. Das Buch Dr Türligiiger und ander Gschichtenä uf Davaasertüütsch kam aber erst nach seinem Tod heraus; es war so erfolgreich, dass es mehrere Male nachgedruckt wurde. Ausgewählte Erzählungen wurden schon zu seinen Lebzeiten auf Schallplatten aufgezeichnet und publiziert. Eine erneute, anschliessend als Langspielplatte herausgegebene Aufnahme fand 1976 statt; 2001 wurde sie als Compact Disc publiziert. Valärs Erzählungen, die ihrerseits vom Schaffen des Prättigauers Georg Fient inspiriert waren, wurden stilbildend für andere Davoser Mundartautoren, etwa Paul Ambühl-Gehri, Martin Kindschi oder Martin Schmid.
Als Kurdirektor lag Valär insbesondere die Eisbahn am Herzen, die er vom alten Eispavillon zu einem «Eisbahnhaus» entwickelte, sodass in Davos zahlreiche nationale und internationale Austragungen im Eisschnelllauf stattfinden konnten. Auch die Umsetzung des von der Ärzteschaft angeregten Kurparks sowie der Ausbau der Spazierwege wurden massgeblich von Valär geprägt. Überdies richtete er zwischen Davos Dorf und Davos Platz einen Autobusdienst ein und organisierte die Kehrichtabfuhr «nach modernen Grundsätzen».

## Veröffentlichungen
Gedruckte Publikationen:
- Die Lösung der Kehrichtfrage im Kurort Davos. Hrsg. vom Kurverein Davos. Buchdruck Davos, Davos 1917.
- Davos und Di tot Alp. In: Traugott Vogel: Schwizer Schnabelweid. H. R. Sauerländer & Co., Aarau 1938, S. 271–274.
- D Heerchuo. Nach einer schriftdeutschen Übersetzung aus dem Romanischen ins Davoser Walserdeutsch gebracht von Hans Valär. In: Rätia, Jg. 6, 1942/43, S. 25–33.
- Uf dr Murmendejagd (Davaaser Walsrtüütsch). In: Rätia, Jg. 6, 1942/43, S. 238–241.
- Im Heimetmuseum. In: Davoser Revue, Jg. 17, 1942, Nr. 11, S. 182–184.
- E jungä Püntnr Schuolmäischtr vor füfzg Jaare. Uf Walsrtüütsch erzellt von Hannsch Hans. In: Bündner Schulblatt, Jg. 4, 1945, Nr. 3, S. 93–103.
- Dr Türligiiger und ander Gschichtenä uf Davaasertüütsch. Hrsg. von Rudolf Hotzenköcherle. Verlag Landschaft Davos, Davos 1955, 3. Auflage 1974.
- Ds Huusorgeli. In: Davoser Revue, Jg. 43, 1968, Nr. 7–8.
- E Red an die, wa naa ünsch chome. Uufgschriben anna 1935. Hrsg. von Thomas Gadmer. In: Davoser Revue, Jg. 78, 2003, Nr. 3, S. 56–59.

Aufnahmen:
- Dr Türligiiger. Gelesen von Hans Valär. Aufgenommen vom Phonogrammarchiv der Universität Zürich. Zürich [1936–1938].
- Dr Gabler. In: Stimmen der Heimat. Schweizer Mundarten auf Schallplatten. Für das Phonogrammarchiv der Universität Zürich bearbeitet von Eugen Dieth u. a. Hrsg. für die Schweizerische Landesausstellung in Zürich 1939.
- Gespräch am Neujahrstag (Davoser Mundart). In: Der Sprechende Atlas. Plattentext in verschiedenen schweizerdeutschen Dialekten. «Gespräch am Neujahrstag» in 24 Dialekten. Hrsg. vom Phonogrammarchiv der Universität Zürich 1952.
- Dr Türligiiger und ander Gschichtenä uf Davaasertüütsch. Neu hrsg. von Thomas Gadmer. Genossenschaft «Davoser Revue», Davos Platz 2001. 1 Compact Disc. Digitalisiert von den Tonaufnahmen in der Grossen Stube vom November 1976; es lesen Margrith Ambühl-Taverna, Hans Buol, Dori Knupfer-Fopp, Marco Kühnis, Anneli Laely-Meyer, Hans Laely, Maria Prader, Milly Waser-Zippert, Urs Meisser, dazu die Originalaufnahme Dr Gabler von Hans Valär.

## Fussnoten
1. ↑  Rudolf Hotzenköcherle: Vorwort des Herausgebers. In: Dr Türligiiger und ander Gschichtenä uf Davaasertüütsch. Hrsg. von Rudolf Hotzenköcherle. Verlag Landschaft Davos, Davos 1955, S. 5.
2. 1 2 3 4  Thomas Gadmer, Georg Jäger: Vom Schreiben, wie einem der Schnabel gewachsen ist. In: Läsiblüescht. Prättigauer und Davoser Dialekttexte aus 159 Jahren. Hrsg. von der Walservereinigung Graubünden, Projektleitung: Marietta Kobald. o. O. 2017, S. 11 f.
3. ↑  Zitat ungenannter Herkunft, wiedergegeben in Läsiblüescht. Prättigauer und Davoser Dialekttexte aus 159 Jahren. Hrsg. von der Walservereinigung Graubünden, Projektleitung: Marietta Kobald. o. O. 2017, S. 68.
4. ↑  J[ules] F[erdmann]: Hans Valär – vierzig Jahre Kurdirektor. In: Davoser Revue 1942, Nr. 9–10, S. 172–175.

| Personendaten    | Personendaten                                                   |
| ---------------- | --------------------------------------------------------------- |
| NAME             | Valär, Hans                                                     |
| ALTERNATIVNAMEN  | Hannsch Hans us Dischmaa                                        |
| KURZBESCHREIBUNG | Schweizer Bautechniker, Architekt, Kurdirektor und Mundartautor |
| GEBURTSDATUM     | 8. Dezember 1871                                                |
| GEBURTSORT       | Dischma, Davos                                                  |
| STERBEDATUM      | 11. April 1947                                                  |
| STERBEORT        | Chur                                                            |